# Мухино (Ивановская область)
Му́хино — деревня в Палехском районе Ивановской области.

## География
Находится в Раменском сельском поселении, в 2 км к северо-востоку от Палеха. Примыкает к селу Подолино с востока и к деревне Беликово — с запада.
Рядом проходит трасса Р152 (участок Палех — Заволжье).

## Население
| 1859 | 1905 | 2010 |
| ---- | ---- | ---- |
| 95   | ↘62  | ↗186 |

## Инфраструктура
Школа, детский сад, отделение связи, магазин, газификация.

## Экономика
Основное предприятие деревни — СПК «Подолино» (с/х производство).

## Достопримечательности
Основная достопримечательность — источник Тихвинской Божией Матери.